# Юніорська збірна Малайзії з хокею із шайбою
Юніорська збірна Малайзії з хокею із шайбою  — національна юніорська команда Малайзії, що представляє країну на міжнародних змаганнях з хокею із шайбою. Опікується командою Федерація хокею Малайзії.

## Історія
Збірна Малайзії дебютувала на Азійському Кубку Виклику з хокею із шайбою 2012 року серед юніорів у Абу-Дабі столиці ОАЕ. Малазійці фінішували третіми після збірних Таїланду та ОАЕ. Найбільшу поразку зазнали у матчі зі збірною Таїланду 1:19.

## Виступи на міжнародних турнірах
- Кубок виклику Азії (юніори) — 2012  — 3 місце.